# Acosmeryx socrates
Acosmeryx socrates là một loài bướm đêm thuộc họ Sphingidae. Loài này phân bố ở Đông Nam Á.